# Brštanik (Stolac)
Pour les articles homonymes, voir Brštanik.
Brštanik (en cyrillique : Брштаник) est un village de Bosnie-Herzégovine. Il est situé dans la municipalité de Stolac, dans le canton d'Herzégovine-Neretva et dans la fédération de Bosnie-et-Herzégovine. Selon les premiers résultats du recensement bosnien de 2013, il ne compte plus aucun habitant .
Avant 1991, le village était partagé entre les localités de Hodovo et de Ljubljenica ; depuis 1991, il est recensé comme une entité administrative à part entière. Avant la guerre de Bosnie-Herzégovine, il faisait entièrement partie de la municipalité de Stolac ; après la guerre, son territoire a été partiellement rattaché à la municipalité de Berkovići, nouvellement créée et intégrée à la république serbe de Bosnie.

## Démographie

### Évolution historique de la population dans la localité
| 1948 | 1953 | 1961 | 1971 | 1981 | 1991 | 2013 |
| ---- | ---- | ---- | ---- | ---- | ---- | ---- |
| -    | -    | -    | -    | -    | 186  | 0    |

|  |